# Marcel Schwob
Marcel Schwob (właśc. Mayer André Marcel Schwob; ur. 23 sierpnia 1867 w Hauts-de-Seine, zm. 26 lutego 1905 w Paryżu) – francuski pisarz żydowskiego pochodzenia. Związany z symbolizmem, najlepiej znany był publiczności literackiej z opowiadań i nowel. Wywarł wpływ na takich pisarzy jak Jorge Luis Borges czy Roberto Bolaño. Nazywany był prekursorem surrealizmu.

## Życie i twórczość
Schwob urodził się w Chaville w wykształconej rodzinie. Jego ojciec, George Schwob (właśc. Isaac Georges Schwob), redaktor dziennika, znał osobiście Théodore'a de Banville czy Théophile’a Gautier. Matka Schwoba pochodziła z rodziny intelektualistów z Alzacji. Pisarz był młodszym bratem Maurice’a Schwoba, redaktora, oraz wujem Claude Cahun, artystki, fotograficzki i pisarki.
Głównymi dziełami Marcela Schwoba były zbiory opowiadań: Cœur double (1891), Le livre de Monelle (1896), Les vies imaginaires (1896). Schwob pomagał również Oscarowi Wilde’owi w pisaniu dramatu Salome, który z powodu brytyjskiego prawa zabraniającego przedstawiania postaci biblijnych na scenie powstawał oryginalnie w języku francuskim. Schwob przełożył wiele utworów z języka angielskiego, między innymi, wraz z Eugène'em Morand, Hamleta Williama Shakespeare’a dla Sarah Bernhardt w 1899.
Schwob znany był za życia z licznych kontaktów literackich i artystycznych. Swoje utwory dedykowali mu m.in. Paul Valéry (Wprowadzenie do metody Leonarda da Vinci i Wieczór z panem Teste), Alfred Jarry (Ubu Król) oraz Oscar Wilde (poemat Sfinks).

## Publikacje
Utwory Marcela Schwoba tłumaczone były na język polski przede wszystkim w epoce Młodej Polski. Ukazały się cztery przekłady książkowe:
- Krucyata dziecięca, przeł. Zenon Przesmycki, Warszawa 1903
- Księga Monelli, przeł. Bronisława Ostrowska, Lwów 1907
- Mimy, przeł. Wincenty Korab-Brzozowski, Kraków 1916
- Żywoty urojone, przeł. Leon Schiller, Warszawa 1924

W 2016 roku wszystkie wymienione wyżej przekłady zostały opublikowane w zbiorze Żywoty urojone i inne prozy z posłowiem Jana Gondowicza.